# Anta de Aguiar
Die Anta de Aguiar (auch Anta do Ferragial do Aguiar genannt) liegt abgelegen, südlich von Aguiar, nahe der Straße ER 254 bei Viana do Alentejo im Distrikt Évora in Portugal. Anta ist die portugiesische Bezeichnung für etwa 5000 Megalithanlagen oder Dolmen, die während des Neolithikums im Westen der Iberischen Halbinsel von den Nachfolgern der Cardial- oder Impressokultur errichtet wurden.
Die Anta ist teilweise zerstört, aber die Hauptkomponenten sind mehr oder weniger vorhanden bzw. erkennbar, insbesondere der Zugangskorridor. Die Anta wurde im Chalkolithikum errichtet und noch nicht als Nationalmonument klassifiziert.